# 大狐猴
大狐猴（学名： Indri indri），是大狐猴属唯一的一种。大狐猴一般体长可达70厘米，体重可达13公斤，是一种树栖息的狐猴，是马达加斯加的特有種。
孕期为5个月，五月或六月产仔，每胎一仔。食物以昆虫和水果为主。

## 保育現狀
2014年的IUCN紅色名錄中，僅出現在馬達加斯加的大狐猴因當地政局動蕩、貧窮水平升高等，令當地的特有種面臨嚴峻的滅絕考驗，而大狐猴也是首次被提升至極危級別。